# 付加価値通信網
付加価値通信網（ふかかちつうしんもう）は、1980年代に流行した技術・サービスの名称で、何らかのサービスを付加した通信網のことである。狭義には、第一種電気通信事業者から賃借した通信回線に自営のコンピュータを介在させて、回線リセール・通信プロトコル変換・ファイルフォーマット変換・データの蓄積交換（オフライン時に届いたデータを一時預かり）・情報処理などの付加価値通信を行ったパケット通信ネットワークをいう。一般的には英文名称の「Value-Added Network」の頭文字を取ってVAN（バン、ブイエイエヌ）の略称で呼ばれる。1990年代以降、サービス名称として付加価値通信網（VAN）は使われていない。しかし、全く同様のサービスはインターネットを利用したWorld Wide Webなどで行われている。

## 発祥
ユーロクリアができた1968年の前後、インターネットの歴史が始まってそう長くはない頃に、ARPANET、イギリス国立物理学研究所のMark I、CYCLADES、メリット・ネットワーク、Tymnet、Telenetといった事業が生まれた。全銀ネットのように共通の通信プロトコルをつくり、また、共通化できない領域のために翻訳コンピュータも介在させて、これらの事業は情報交換を円滑にした結果、通過する膨大な情報を蓄積してビジネスを効率化した。

## 日本における展開
国際電気通信連合国際電信電話諮問委員会（CCITT、現 ITU-T）のD.1勧告では国際通信回線について、特定通信回線（専用線）で不特定多数が互いに通信をやり取り（メッセージ交換）することを禁止していた。これは国際電話を前提とした規制だったが、国際データ通信にも適用されていたため不都合であった。このため日米間の交渉が行われ、日米間でこれらの国際的な事業展開が認められるようになった。
当時の日本は、国営の特殊会社日本電信電話公社が国内通信事業を独占しており、国内通信においてもD.1勧告に準ずる規制が行われていた。
後に日本電信電話公社・国際電信電話の民営化として結実する通信自由化の一環として、1972年の第1次通信回線開放で、一般の通信回線を使ったデータ通信が解禁された。ただし通信は1対1に限られ、ホストコンピュータを介した他者とのやりとり（メッセージ交換）は禁止されていた。
そして1982年10月の第2次通信回線開放で、メッセージ交換の解禁・中小企業向けVANサービスの解禁が行われた。
これにより、企業向けには共同受発注などの電子データ交換(EDI)サービス、民間向けにはパソコン通信(PC-VAN・NIFTY-Serve・日経MIX)・電子メール（特定のネットワーク内・相互接続先に限定）・オンラインデータベース（自社運営の他、パソコン通信各社でも実施）や、電話回線を使用したビデオテックス（キャプテン）などのサービスが始まった。
1987年10月時点では第一種電気通信事業者はNTT（パケット交換サービス ・DDX・ファクシミリ通信網・INS-P・DRESS・DEMOS-E）・KDD(現 KDDI　VENUS-C・VENUS-P・VENUS-LP)の2社と、第二種電気通信事業者はインテック(Ace Telenet・AIRS・FDS・Tri-P)・富士通(FENICS)・日本情報サービス(JAIS-NET)・日本電気(C&C-VAN→NEC-NET)・日立情報ネットワーク(HICOM)・共同VAN（KYODO NET）・日本イーエヌエス(JENS NET)・沖ネットサービス・ネットワーク情報サービス(タイムネット・TYMNET→TYMNET-Japan→BT NISnet→JTNISnetwork)・インターネット（インターネット）・日本情報通信（MD-Net）・国際VAN（GLOBALNET→リクルート情報ネットワーク）・野村総合研究所(NCC-VAN GN)・三井情報開発(INFONET)・日本IBM(NMS-VAN)・日本経済新聞社(NEEDS-NET)の16社が参入していた。国際的な電子メールは、彼らの手がけた初期の事業である。
なお1990年代半ばからは、通信回線は安価なISDNやインターネットを利用したIP回線に、情報処理機能はホストコンピュータからサーバに取って代わられて、衰退・消滅しつつある。2018年現在では各業界向けのEDIサービスだけが、クラウドサービスなどに形態を変えて存続している。

### VANの例

#### 物流系
- ネコネットVAN - ヤマトシステム開発　ヤマト運輸の貨物追跡システム・商品受発注システム[9]
- SEINO-VAN - セイノー情報システム　西濃運輸の貨物追跡システムと、物流・販売情報支援システム[10][11]
- トナミVANネットサービス - トナミ運輸のサービス。
- 港湾貨物情報ネットワークシステム（SHIPNETS） - 港湾における船積貨物の輸出手続き・書類作成の情報交換サービス[12]
- 輸出入・港湾関連情報処理システム(NACCS)

#### 金融系
ファームバンキングにおいてコンテンツ管理システムを提供した。たとえばマルチバンクレポート（振込み入金通知書、入出金取引明細、預金口座振替明細）サービスである。また、金融機関と共同で、卸業者が小売店から毎月一定日に売上げを一括回収できるシステムを開発した。一ヶ月以上先まで決済情報を管理していたのである。その延長で集金代行も請け負った。先に述べたビジネス効率化においては、やはり金融機関と共同で、出荷・流通・代金決済まで全て管理するシステムを構築した。生産段階においても、小口の注文をまとめて小売店の仕入れ単価を下げるのに貢献した。
- 全国銀行データ通信システム（全銀システム）
- 第二地銀協データ伝送サービス(SDS)
- 共同CMS
- 地銀ネットワークサービス(CNS)
- ANSER - NTTデータが運営するインターネットバンキングシステム
- CAFIS - NTTデータが運営するクレジットカード決済システム

リストの出典

#### その他
- JRA-VAN - JRAシステムサービス　日本中央競馬会(JRA)の競馬情報サービス
- 出版VAN - 富士通FIP　出版社と取次会社間の受発注・返品情報交換サービス

など